# Celeutore
Nella mitologia greca,  Celeutore (in greco antico Κελεύτωρ) era uno dei figli di  Agrio.

## Il mito
Celeutore, insieme ai suoi fratelli decise di regalare il regno di Oineo al loro padre, partirono in guerra andando contro il loro parente (infatti Eneo era in realtà il fratello di Agrio e quindi loro zio). Lo sconfissero e regalarono come desiderarono il trono ad Agrio, ma Diomede che era nipote del vecchio re decise di vendicare il parente e alla fine uccise Celeutore  e quasi tutti i suoi fratelli.

### Fonti
- Pseudo-Apollodoro, Libro I -  8

### Moderna
- Luisa Biondetti, Dizionario di mitologia classica, Milano, Baldini&Castoldi, 1997, ISBN 978-88-8089-300-4.
- Robert Graves, I miti greci, Milano, Longanesi, ISBN 88-304-0923-5.
- Anna Ferrari, Dizionario di mitologia, Litopres, UTET, 2006, ISBN 88-02-07481-X.
- Pierre Grimal, Enciclopedia della mitologia 2ª edizione, Brescia, Garzanti, 2005, ISBN 88-11-50482-1. Traduzione di Pier Antonio Borgheggiani